# Алигархски мюсюлмански университет
Алигархският мюсюлмански университет (на английски: Aligarh Muslim University) е обществен университет, финансиран от федералното правителство на Индия.
Разположен е в град Алигарх и има филиали в Малаппурам и Муршидабад. Основан е през 1875 година по инициатива на Саид Ахмад Хан с цел да подготвя кадри от мюсюлманската общност в Индия за работа в британската колониална администрация, както и за по-нататъшно обучение в британски университети. Училището се превръща във важно културно средище на индийските мюсюлмани и в средата на 20 век е един от центровете на Пакистанското движение. Днес университетът има около 30 хиляди студенти и е сочен за един от най-добрите в Индия.